# محمد علي الهاشمي
محمد علي الهاشمي (1344- 1437 هـ/ 1925- 2015 م)، أديب ومؤلف إسلامي سوري، له العديد من الكتب الإسلامية والأدبية وترجم أشهرها إلى العديد من اللغات العالمية. درّس في كليتي الشريعة واللغة العربية لعدة كليات في المملكة العربية السعودية وحلب. له برنامج في إذاعة القران الكريم في المملكة العربية السعودية. حضر عدة مؤتمرات علمية وأدبية في السعودية والبلاد العربية والإسلامية.

## ولادته وتحصيله
وُلد محمد علي بن عبد اللطيف الهاشمي في مدينة حلب بسورية عام 1925م لأسرة متدينة عريقة، لها نسب يتصل بآل البيت. أنهى دراسته الثانوية في حلب، وفي عام 1954 تقدم إلى مسابقة لاختيار عدد من حملة الشهادة الثانوية من جميع أنحاء سورية، وابتعاثهم لدراسة اللغة العربية والتربية، فكان الناجح الوحيد من المتقدمين إلى هذه المسابقة في مدينة حلب. انتقل بعد ذلك إلى دمشق، حيث أمضى دراسته الجامعية من عام 1954 حتى عام 1959، وحصل على الإجازة في الآداب وعلوم اللغة العربية من كلية الآداب بجامعة دمشق، كما حصل على الإجازة في التربية وأصول التدريس من كلية التربية بجامعة دمشق أيضا عام 1960. حاصل على شهادة (الماجستير) من كلية الآداب بجامعة القاهرة عام 1965، ثم على شهادة الدكتوراه عام 1970 من الجامعة نفسها.

## مسيرته العملية
عين معلماً في مدينة حلب سنة 1952 حيث حاز المركز الأول في مسابقة لاختيار المعلمين. بعد تخرجه من كلية الآداب ومن كلية التربية بجامعة دمشق عام 1960 عيّن مدرساً في ثانويات حلب، ولبث في التدريس فيها حتى عام 1974. قدم إلى المملكة العربية السعودية سنة 1962 أول مرة، حيث درّس في كليتي الشريعة واللغة العربية مدة ثلاث سنوات، عاد بعدها إلى سورية. بعد حصوله على شهادة الدكتوراه درَّس في كلية الآداب بجامعة حلب مدة سنتين. وفي عام 1973م عاد إلى المملكة العربية السعودية مرة أخرى بطلب من جامعة الإمام محمد بن سعود الإسلامية، للتدريس في كلية اللغة العربية، وبقي فيها حتى عام 1988م. ثم انتقل في أول العام الجامعي 1988م إلى التدريس في كلية الآداب للبنات، وبقي فيها حتى عام 1996م. وأشرف على رسائل الدراسات العليا للماجستير والدكتوراه فيها.

## مؤلفاته
طبعت آلاف النسخ من مؤلفاته في دار البشائر الإسلامية، وتُرجمت أشهر كتبه (شخصية المسلم) و(شخصية المرأة المسلمة) و(المجتمع الإسلامي) إلى الإنجليزية والفرنسية والروسية والمجرية والتركية والملايوية والأوردية والكردية.
- جمهرة أشعار العرب، لأبي زيد القرشي، تحقيق ودراسة.[5]
- عدي بن زيد العبادي: الشاعر المبتكر - حياته وشعره.
- طرفة بن العبد: حياته وشعره.
- كعب بن مالك الأنصاري: الصحابي الشاعر الأديب.
- عمر بهاء الدين الأميري: شاعر الأبوة الحانية والبنوَّة البارَّة والفن الأصيل.
- المنهل العذب في الدراسة الأدبية والإعراب والبلاغة والعَروض والقوافي.[2]
- العَروض الواضح وعلم القافية.
- شخصية الرسول ﷺ ودعوته في القرآن الكريم.
- شخصية المسلم كما يصوغها الإسلام في الكتاب والسنة.
- شخصية المرأة المسلمة كما يصوغها الإسلام في الكتاب والسنة.
- ومضات الخاطر: بحوث ودراسات إسلامية، اجتماعية، أدبية.
- من التاريخ الإسلامي (39 قصة).[6]
- سلبيات يجب أن تختفي من حياة الإسلاميين.
- المجتمع المسلم كما يبنيه الإسلام في الكتاب والسنة.
- الشيخ عبد الفتاح أبو غدة كما عرفته.
- مفاخر القضاء الإسلامي كما يجليها الإسلام في الكتاب والسنة.[3]

## وفاته
توفي في الرياض فجر الأربعاء 20 من صفر 1437هـ الموافق 2 من ديسمبر (كانون الأول) 2015م، وفيها دُفن.